# Front de rafales
Pour les articles homonymes, voir Rafale.

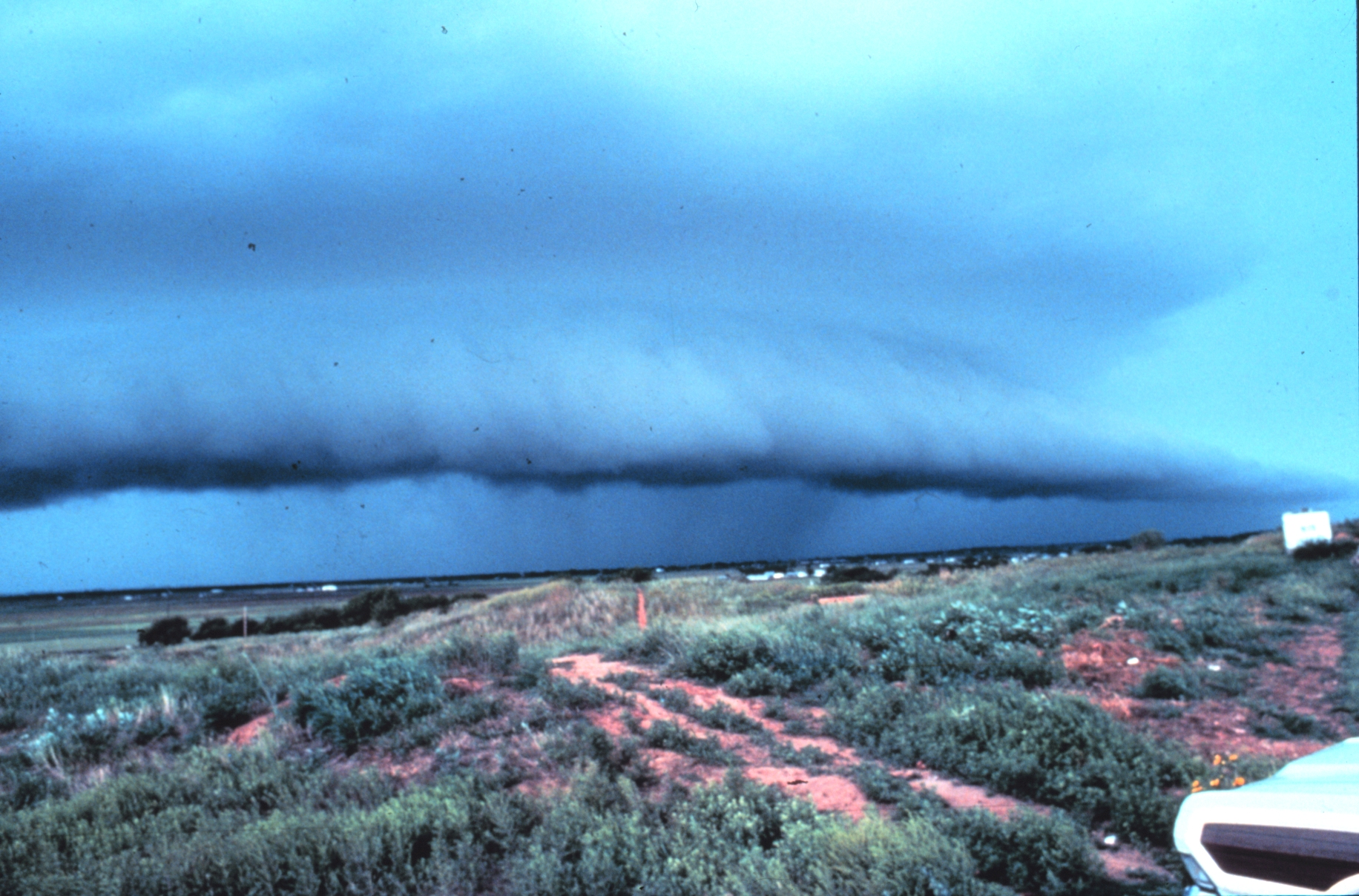
Orage avec front de rafale visible comme un arc de nuages à sa partie avant (l'arcus), Brookhaven, Nouveau-Mexique

Un front de rafales est la limite entre l'air froid sortant d'un orage et l'environnement. On rencontre à cet endroit une saute de vent et un refroidissement similaire à un front froid mais sur une région peu étendue horizontalement, dite de méso-échelle. Les fronts de rafales sont le résultat du courant descendant du nuage à la suite de la descente des précipitations et d'air plus frais et sec des niveaux moyens. Lorsque le front de rafales rencontre une masse d'air plus stable, par exemple au-dessus d'un dôme d'air froid ou au-dessus d'une masse d'eau plus fraîche, un mascaret atmosphérique peut se former.

## Formation

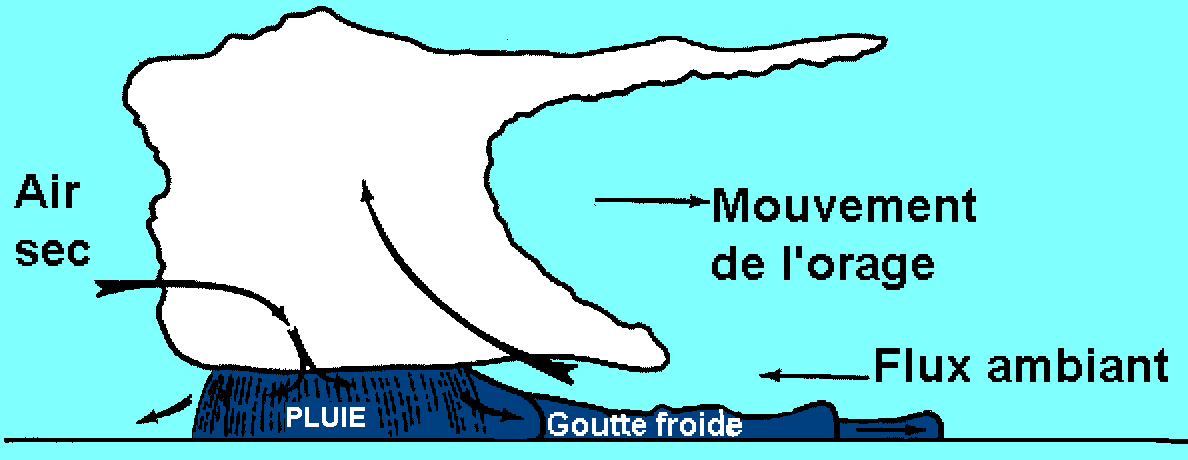
Formation d'une goutte froide sous un orage et du front de rafales

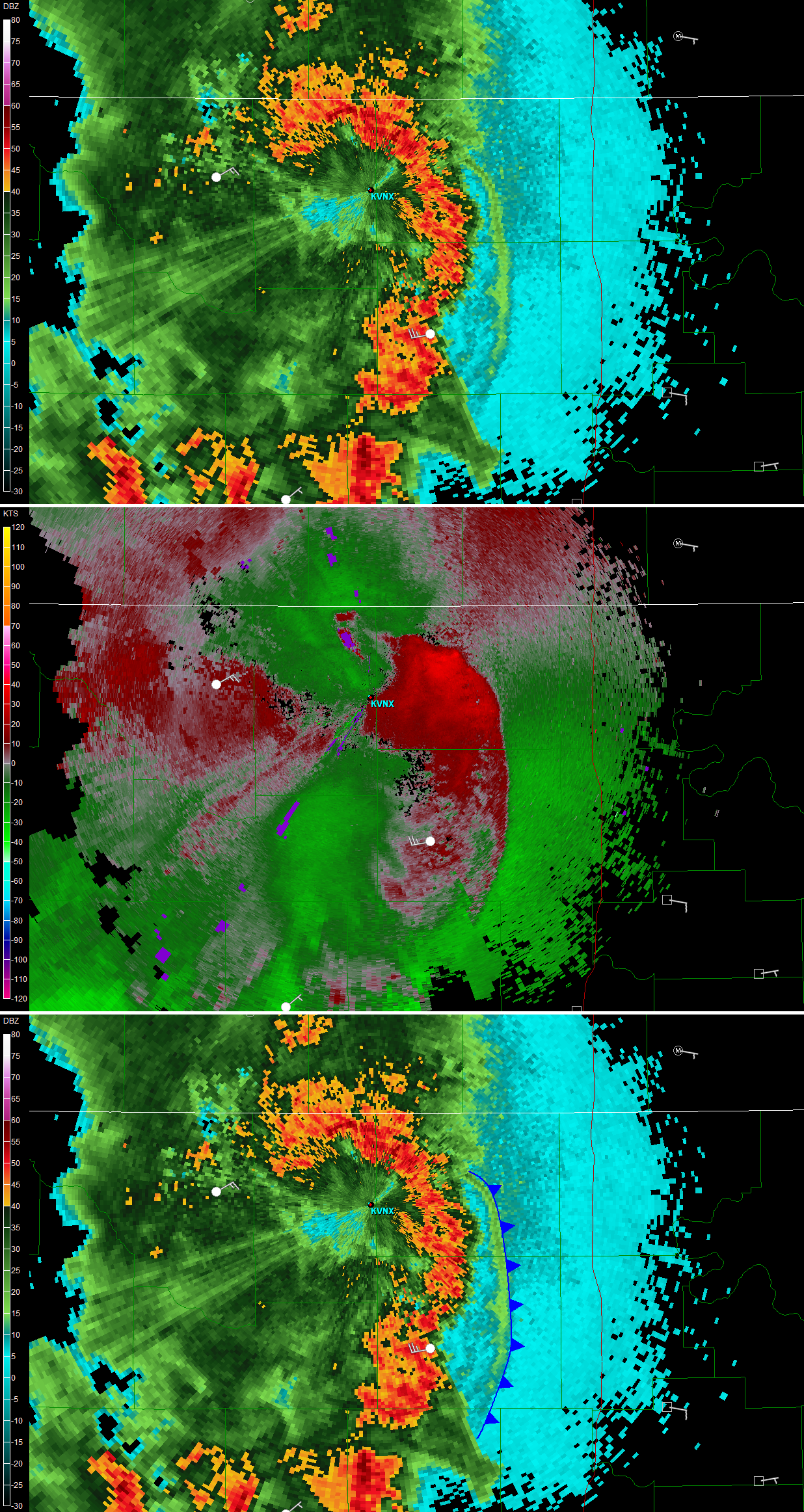
Image d'un front de rafales vue sur radar météorologique:
Haut : forts échos de précipitations (rouge) montrant la ligne d'orages et une plus faible (vert), le front de rafale
Milieu : vitesses radiales montrant une zone où les vents convergent (limite rouge-vert à droite)
Bas : position du front de rafale dessiné comme un front froid

La masse d'air qui mène à un orage est caractérisée par de l'air chaud et humide à bas niveau alors que celui d'altitude est plus sec et frais. Cette instabilité amène l'air de surface à s'élever en un courant ascendant. L'humidité se condense à partir du niveau où la température atteint la saturation pour former un nuage qui deviendra rapidement un cumulonimbus où elle formera des précipitations.
Le cœur des précipitations dans le nuage, qui se trouve à une grande altitude, finit par être trop pesant pour que le courant ascendant puisse le soutenir. Il commence alors à descendre et lorsqu'il quitte le nuage, les gouttelettes commencent à s'évaporer car l'air n'y est pas saturé. Cette évaporation partielle ou totale retire de l'énergie de l'air entourant les précipitations qui sera donc plus froid que l'environnement. Cet air, malgré le réchauffement adiabatique, sera toujours plus frais que l'environnement une fois le sol atteint et forme une goutte froide sous le nuage.
D'autre part, de l'air frais et sec des niveaux moyens peut être absorbé dans le nuage plus chaud et humide qui a subi un soulèvement adiabatique humide depuis la base du nuage. L'air injecté est donc plus dense et va descendre. Durant la descente dans le nuage, l'air sec reste plus froid que l'air environnant mais s'humidifie car des précipitations s'y évaporent. Cela nécessite de l'énergie prise à l'air descendant et augmente la différence de température entre la parcelle et le nuage. Une fois saturée, celle-ci suit le gradient adiabatique humide (6,5 °C/km), comme le nuage, mais à partir d'un température plus basse. Finalement, sous la base du nuage, l'environnement suit le gradient adiabatique sec (g/Cp = 9,75 k/km) alors que l'air descendant continue à celui adiabatique humide, sauf si les précipitations s'évaporent en virga. L'air de la colonne descendante sera donc nettement plus froid que l'air environnant au sol et s'ajoute à la goutte. 
Les deux effets combinés expliquent pourquoi l'air se rafraîchit brusquement juste avant le début des précipitations lors d'un orage. La chute de température peut être de l'ordre de 10 °C. La goutte froide s'étale sous le nuage et se déplace dans une direction et à une vitesse qui dépend de la vitesse acquise par le courant descendant et par le déplacement de l'orage. On retrouve donc à sa bordure un front de rafales plus ou moins intense et souvent un arcus,.

## Formes
Sur un radar météorologique, le front de rafales est vu comme une ligne de faible échos de précipitations à l'avant de l'orage lui-même. Les vitesses radiales montrent que les vents sortent de l'orage (rouge sur l'image) et rencontrent les vents de l'environnement se dirigeant vers l'orage (vert) le long de la bordure externe des échos faibles. Vu d'un satellite météorologique, on verrait une ligne de cumulus ou de cumulus bourgeonnant à l'avant de la zone orageuse.
Selon le type d'orages, le front de rafales prendra différentes formes :
- Dans un orage unicellulaire, le courant descendant est plus ou moins perpendiculaire au sol et le front de rafales s'étalera donc symétriquement autour de la cellule en un cercle concentrique. Il ressemblera un peu à l'onde créée par une pierre jetée verticalement dans une mare.
- Dans un orage multicellulaire ou un supercellulaire, à cause leur déplacement et du cisaillement des vents avec l'altitude, le front de rafales aura tendance à former un arc dans la direction de déplacement des orages.
- Dans le cas d'une ligne de grain ou un Derecho, le front de rafales formera une longue ligne à l'avant du système.

## Conséquences

Animation radar montrant le déplacement des fronts de rafales (bleu clair) à l'avant des orages.

Dans les cas extrêmes on peut obtenir des rafales descendantes causant de sérieux dommages au sol lors du passage du front de rafales. Les fronts de rafales sont aussi extrêmement dangereux pour la navigation aérienne. Ils créent des phénomènes de cisaillement de vent qui peuvent provoquer l'écrasement d'aéronefs lors de l'atterrissage ou du décollage.
La rencontre de la bordure de la goutte avec un flux d'air chaud et humide de surface peut également mener à la formation de nouveaux orages par soulèvement de cet air, particulièrement si elle rencontre d'autres zones de contrastes comme un front froid, un front de point de rosée ou un autre front de rafales. Le front de rafales peut servir de point de convergence de la rotation du mésocyclone présent sous un orage supercellulaire et donner une tornade classique.
Lorsque des fronts de rafales venant de différentes cellules orageuses se rencontrent avec un certain angle donnant un cisaillement horizontal des vents, elles peuvent générer un axe de rotation vertical et causer un tourbillon de poussière s'il n'y a pas de nuages ou une très faible tornade sous un cumulus bourgeonnant ou même un simple cumulus que l'on appelle "gustnado" en anglais. Ces phénomènes ne durent que quelques instants et ne causent généralement que peu de dommages. 
Dans la goutte froide elle-même, l'air est très stable, car on y trouve de l'air plus froid au sol qu'en altitude. Cela mène à une zone dégagée entre l'orage qui l'a engendrée et le front de rafales. Bien que l'orage qui a formé le front de rafales puisse se dissiper, la goutte continuera à s'étendre tout en perdant de son intensité. Selon les conditions de terrains et de stabilité de l'air, le front de rafales pourra continuer ainsi durant des dizaines ou des centaines de kilomètres. Au point où le front cessera son déplacement, il persistera une zone de contraste thermique et d'humidité qui pourra persister jusqu'à 24 heures et qui pourra servir de zone favorable à un nouvel épisode orageux le lendemain. En effet, le réchauffement de l'air frais et plus sec laissé par la goutte se fera plus rapidement que l'air humide adjacent. L'air le plus chaud montant plus rapidement en altitude, l'air de surface viendra le remplacer créant une convergence des vents vers la bordure laissé par le front de rafales ce qui favorisera le soulèvement à cet endroit.